# 북캅카스 소비에트 공화국
북카프카스 SR(러시아어: Северо-Кавказская Советская Республика) (1918년 7월 7일~12월)는 소비에트 연방의 공화국이었다. 수도는 예카테리노다르(지금의 크라스노다르)와 퍄티고르스크였다.

## 같이 보기
- 북캅카스 산악공화국